# Sten Stensson Stéen från Eslöf

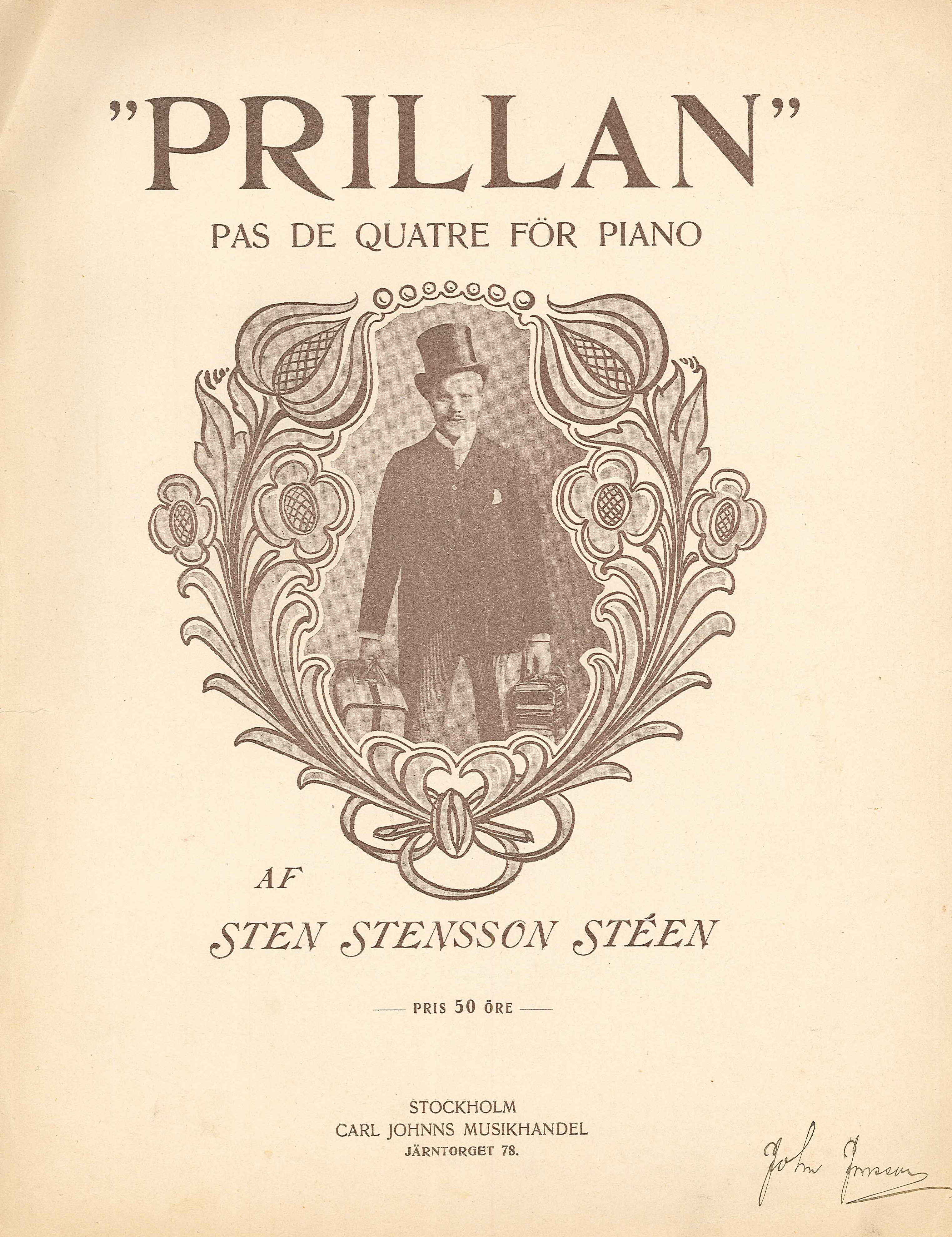
Framgångarna med Sten Stensson Stéen från Eslöf inspirerade en okänd kompositör att – under titelfigurens namn! – publicera ett pianostycke uppkallat efter den så kallade "prillan", det vill säga juridisk preliminärexamen, vilken Stéen i pjäsen sägs ha avlagt på rekordtid. På omslaget ses Elis Ellis i huvudrollen.

Sten Stensson Stéen från Eslöf är ett folklustspel från 1902 av John Wigforss. Spelet handlar om den lärde kandidaten Sten Stensson Stéen, mannen som kan Sveriges Rikes lag utan och innan.
Pjäsen hade urpremiär den 24 mars 1903 i Halmstad med Carl Deurells teatersällskap. Deurell hade varit studentkamrat med Wigforss i Lund, och de båda hade agerat tillsammans i olika pjäser och spex på Akademiska Föreningen. Att urpremiären förlades just till Halmstad kan ha berott på att Wigforss vid denna tid var bosatt i staden. Titelrollen gjordes vid denna uppsättning av Arthur Alftan. Senare (1913) skulle Deurell även själv kreera rollen.
De mest kända tolkarna av Sten Stensson Stéen-rollen är Elis Ellis och Nils Poppe, vilka båda gjorde rollen ett stort antal gånger såväl på scen som på film.